# Marcos García Barreno
Marcos García Barreno, noto come Marcos o Marquitos (Sant Antoni de Portmany, 21 marzo 1987), è un calciatore spagnolo, centrocampista dell'Ibiza Islas Pitiusas.

## Carriera

### Club
Proveniente dal vivaio del Villarreal, ha sempre giocato in posizione di trequartista sinistro durante la stagione 2006-2007, la prima a livello professionistico, ma può giocare anche da attaccante. Ha anche siglato 3 reti, fra cui quella che consente ai canarini di battere il Real Madrid e quella che sigilla un'altra vittoria ai danni del Barcellona.
Ha inoltre preso parte alle rappresentative spagnole Under-16 e Under-17, diventando vicecampione europeo con quest'ultima.

### Nazionale
Ha giocato nelle nazionali giovanili spagnole Under-16, Under-17, Under-19 ed Under-20; con quest'ultima nazionale nel 2007 ha anche partecipato ai Mondiali di categoria.